# 笹木竜三
笹木 竜三（笹木 龍三、ささき りゅうぞう、1956年〈昭和31年〉11月27日 - 2022年〈令和4年〉6月28日）は、日本の政治家。
衆議院議員（通算4期）、衆議院安全保障委員長、文部科学副大臣（菅直人第1次改造内閣・菅直人第2次改造内閣）を歴任した。位階勲等は正四位旭日重光章。

## 来歴
福井県福井市生まれ。福井県立藤島高等学校卒業。1980年（昭和55年）3月、早稲田大学政治経済学部政治学科卒業。1982年（昭和57年）3月、同大学院政治学研究科修了。松下政経塾に入塾（第3期生）。
1990年（平成2年）、第39回衆議院議員総選挙に福井県全県区（定数4）から無所属で立候補したが、9人中最下位で落選。1993年（平成5年）の第40回衆議院議員総選挙に再び福井県全県区から無所属（民社党・日本新党推薦）で立候補し、今度は自由民主党の山本拓に次ぐ2位で初当選した。1994年（平成6年）、新進党の結党に参加し、1996年（平成8年）の第41回衆議院議員総選挙では小選挙区比例代表並立制導入に伴い、福井1区から立候補。無所属の松宮勲や自民党の平泉渉らを破り、再選。
1997年（平成9年）末の新進党分党により、無所属の会を結党し、代表に就任。1998年（平成10年）の首班指名選挙では民主党の菅直人に投票したが、2000年（平成12年）の首班指名選挙では福井県の隣県・石川県選出の森喜朗自由民主党総裁（石川2区選出）に投票した。森への投票は次期総選挙において、自民党に入党し福井1区から同党公認で立候補するための交換条件であったが、結局これは反故にされ、自民党は前回の総選挙で笹木に敗れた松宮勲を福井1区で擁立。笹木は2000年（平成12年）の第42回衆議院議員総選挙に無所属で福井1区から立候補したが、松宮に敗れ落選。2003年（平成15年）の第43回衆議院議員総選挙では福井1区で自民党の松宮に1,679票の僅差まで詰め寄ったが、再び落選。
2005年（平成17年）、小泉純一郎首相が成立に執念を燃やす郵政民営化法案に、衆議院の採決で松宮が反対票を投じたため、第44回衆議院議員総選挙で松宮は無所属での立候補を余儀なくされる。一方の笹木は民主党に入党し、民主党の公認を受けて立候補。福井1区には無所属の松宮、民主党の笹木の他、松宮の再選を阻止するため弁護士の稲田朋美が自民党公認で立候補。笹木は373票の僅差で稲田に敗れるが、重複立候補していた比例北陸信越ブロックで復活し、5年ぶりに国政に復帰。
2009年（平成21年）の第45回衆議院議員総選挙で福井1区から民主党公認で立候補。稲田に再び敗れたが、前回同様に比例北陸信越ブロックで復活し、4選。2010年（平成22年）9月、菅直人第1次改造内閣で文部科学副大臣に就任。翌2011年（平成23年）1月発足の菅直人第2次改造内閣でも再任。
2012年（平成24年）、衆議院安全保障委員長に就任。同年の第46回衆議院議員総選挙で福井1区から民主党公認で立候補。福井1区で比例復活もならず落選。次期総選挙に再び立候補する意向を示し、2013年（平成25年）7月の選挙区割り変更によって成立した新福井1区からの立候補を目指したが、2014年（平成26年）11月、第47回衆議院議員総選挙に際し党本部からの公認を得られず、立候補を断念した。民主党県連は代わりの候補の擁立に動いたものの、新1区に候補者を擁立できず、前回総選挙旧1区において笹木と議席を争い共に落選した元福井県議会議員の維新の党公認候補に選挙区を譲った。笹木は選挙再出馬について「他日を期したい」と述べ、今後も政治活動は継続する意向を表明した。
2015年（平成27年）12月の福井市長選挙に無所属で立候補したが、現職の東村新一に敗れ落選した。
2022年（令和4年）5月31日、急性心筋梗塞を発症し、福井県立病院に搬送され治療を続けていたが、6月28日0時、死去した。65歳没。死没日付で正四位に叙され、旭日重光章を追贈された。

## 人物
- 早稲田大学在学中、当時社会民主連合に所属していた菅直人の選対本部でボランティアを務めた経験がある。
- 「松下政経塾出身代議士の会」の初代会長を務めた。
- 2009年（平成21年）の第45回衆議院議員総選挙では、与党（自民・公明）に逆風が吹き荒れたにもかかわらず敗れたが、民主党前職の立候補者が都道府県庁所在地のある小選挙区で敗れた唯一の事例だった。